# Parque nacional de los Montes Mesa
Parque nacional de los Montes Mesa (en polaco: Park Narodowy Gór Stołowych) es un parque nacional en Polonia. Incluye la sección polaca de la Cordillera de la mesa (Gory Stolowe), que forma parte de la Cordillera de los Sudetes. Se encuentra ubicado en el suroeste de Polonia, en el Condado de Kłodzko, en la Baja Silesia, cerca de la frontera con la República Checa. Creado en 1993, el Parque tiene una superficie de 63,39 kilómetros cuadrados (24.48 millas cuadradas), de los cuales los bosques ocupan unos 57,79 kilómetros cuadrados. El área de protección estricta es 3,76 kilómetros cuadrados.
El paisaje de montañas de la mesa comenzó a formarse hace unos 70 millones de años. La forma  única de sus montañas es el resultado de cientos de miles de años de erosión. Hay varias formaciones rocosas notables, entre ellas Kwoka ("Gallina"), Wielblad ("camello") y Glowa wielkoluda ("la cabeza del gigante"). Además, hay un sistema sofisticado de corredores que crea laberintos de roca.